# Östringen
Östringen település Németországban, azon belül Baden-Württembergben. Lakosainak száma 13 299 fő (2023. december 31.). Östringen Bad Schönborn és Ubstadt-Weiher községekkel határos.

## Népesség
A település népessége az elmúlt években az alábbi módon változott:
| Lakosok száma | 9265 | 10 293 | 10 651 | 10 454 | 10 799 | 12 179 | 12 529 | 12 931 | 12 564 | 13 299 |
|               | 1961 | 1968   | 1974   | 1981   | 1987   | 1994   | 2000   | 2007   | 2013   | 2023   |